# Jakobina
Jagoda je žensko osebno ime.

## Izvor imena
Ime Jakobina je tvorjenka na ina iz imena Jakob.

## Različice imena
Jaki, Jakica, Jakoba, Jakopina, Jakovica, Jaša, Žaklin, Žaklina

## Tujejezikovne oblike imena
- pri Angležih, Francozih, Portugalcih: Jacqueline
- pri Čehih: Jakubka, Jakuba
- pri Poljakih: Jakubina, Žaklina

## Pogostost imena
Po podatkih Statističnega urada Republike Slovenije je bilo na dan 31. decembra 2007 v Sloveniji število ženskih oseb z imenom Jakobina: 23.

## Osebni praznik
Osebe z imenom Jakobina godujejo 8. februarja (Jakobina Frangipani, redovnica, † 8. feb. 1239).